# Cristian Perfumo
Cristian Perfumo (Argentina, 1983),és un escriptor auto-publicat especialitzat en thrillers ambientats a la Patagònia. Va ser finalista del Premi Clarí de Novel·la l'any 2018 i guanyador de Premi Literari Amazon Storyteller el 2017 amb la novel·la El col·leccionista de fletxes.

## Biografia
Criat en Puerto Deseado, a la Patagònia Argentina, ha fixat la seva residència a la ciutat de Barcelona, des de l'any 2006, després de viure molts anys a Austràlia.
Escriptor auto-publicat, s'ha convertit en un dels referents literaris a través de la plataforma d'Amazon. Considera que als auto-publicats no se'ls considera autors de debò.
Les seves novel·les s'han traduït a l'anglès i al francès.
El diari la Nació l'ha esmentat com un dels referents argentins.

## Premis
Premi Literari Amazon Storyteller del 2017